# Emilienne Moreau

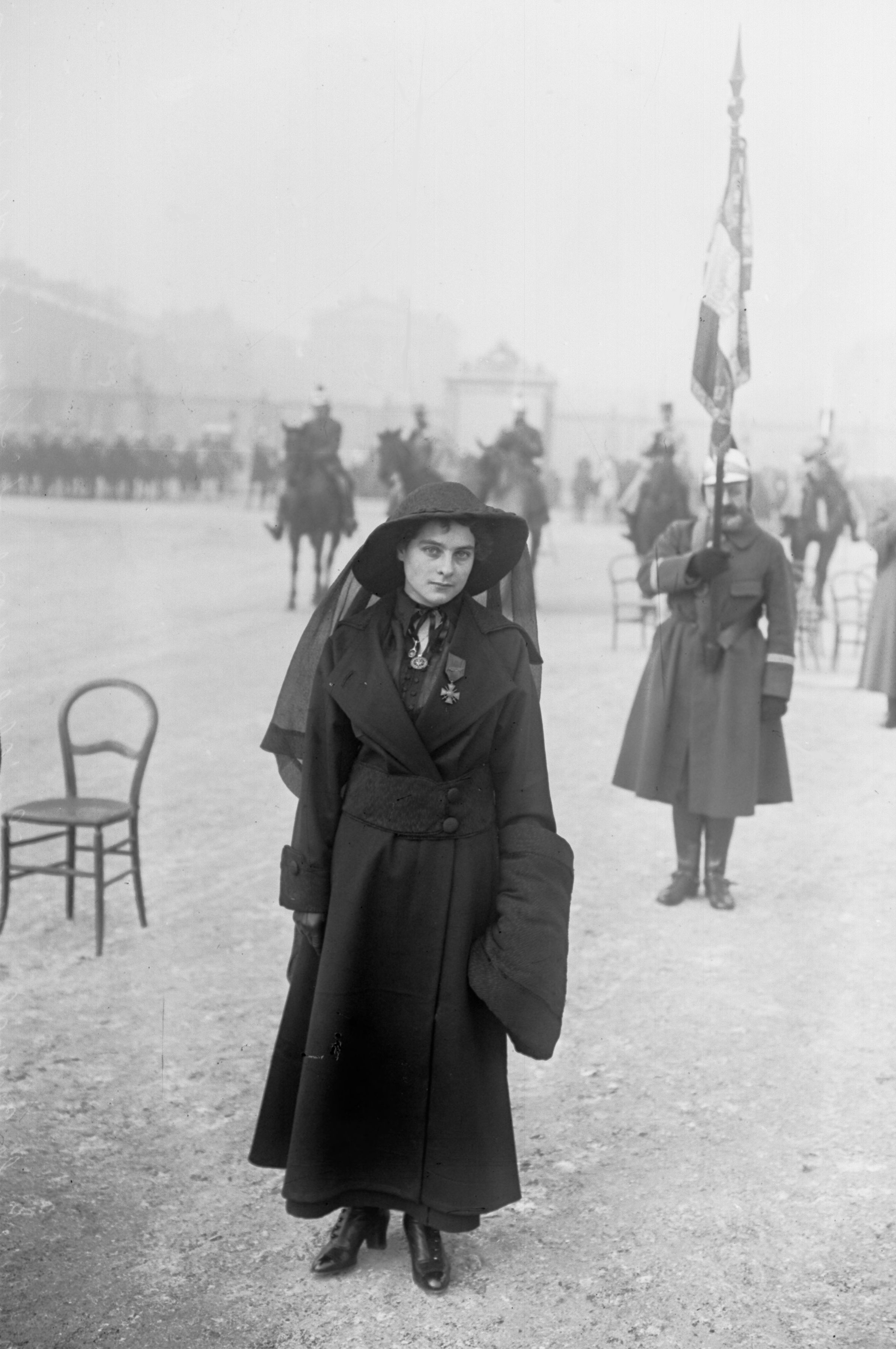
Émilienne Moreau in 1915 met haar onderscheiding

Emilienne Moreau (Wingles, 4 juni 1898 – Lens, 5 januari 1971) was een Franse verzetsstrijder uit de Eerste Wereldoorlog.
Tijdens de Duitse bezetting van Frankrijk woonde ze in het stadje Loos. Ze gaf les aan de kinderen van het stadje in een verlaten gebouw en ging vaak met de kinderen kolen zoeken om het gebouw te verwarmen. Deze kolen lagen vlak bij een strategisch belangrijke plek voor de Duitsers, en Moreau onthield wat ze daar zag om dit aan de Britse troepen kunnen doorgeven.
Haar hulp tijdens de oorlog breidde zich uit toen ze haar ouderlijk huis in een veldhospitaal veranderde en daar gewonde soldaten verzorgde. Uiteindelijk hielp zij erbij dat een strategisch belangrijke plaats voor de Duitsers verloren ging. Voor haar acties verdiende ze een Croix de Guerre.
Ook tijdens de Tweede Wereldoorlog zette ze zich in voor Frankrijk, en later voerde ze actie als socialist.